# Anastásios Papoúlas
Anastásios Papoúlas (en grec moderne : Αναστάσιος Παπούλας), né à Missolonghi en 1857 et décédé en avril 1935 à Athènes, est un général grec qui fut commandant en chef durant la Guerre gréco-turque de 1919-1922.

## Biographie
En 1859, Anastásios Papoúlas entre en politique vers l'âge de vingt ans et devient un ami proche et un confident du roi Constantin Ier de Grèce. Nommé commandant des forces hellènes en Anatolie par le souverain à la fin de l'année 1920, il échoue à vaincre la résistance turque lors de la première bataille d'İnönü en janvier 1921.
Après avoir reçu d'importants renforts, Papoúlas reprend son offensive le 23 mars. Cependant, ses 100 000 hommes sont une nouvelle fois défaits lors de la seconde bataille d'İnönü, qui se déroule les 28 et 30 mars.
Relevé de son commandement par Constantin Ier, Papoúlas reste à la tête des forces grecques lors des batailles d'Afyonkarahisar-Eskişehir (16 et 17 août) puis de la Sakarya (24 août-16 septembre). C'est également lui qui organise la retraite des forces grecques depuis Afyon (de la fin août au 9 septembre).
Après la fin du conflit en 1922 et l'instauration de la république en 1924, le général Papoúlas devient un opposant convaincu à la monarchie. De la fin des années 1920 au début des années 1930, il soutient le gouvernement d'Elefthérios Venizélos et fait même partie des organisateurs de la tentative du coup d'État vénizéliste qui a lieu en mars 1935. Mais l'échec du coup de force aboutit à son arrestation et à son exécution pour haute trahison la même année.